# Konsum
Den här artikeln handlar om butiksnamnet i Sverige. Namnet Konsum har även använts för liknande verksamheter i Östtyskland och Österrike.

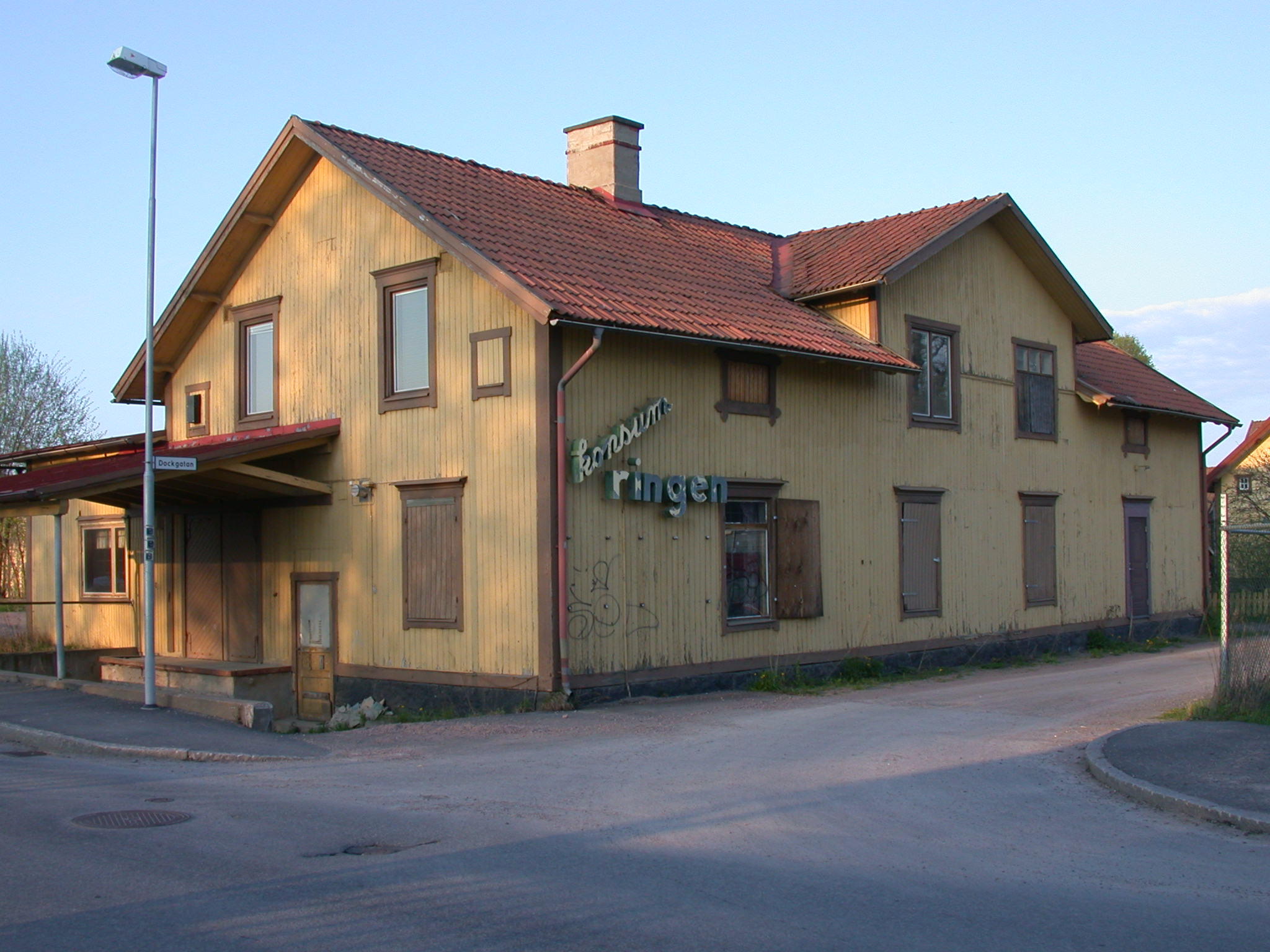
Konsum Ringen, Motala

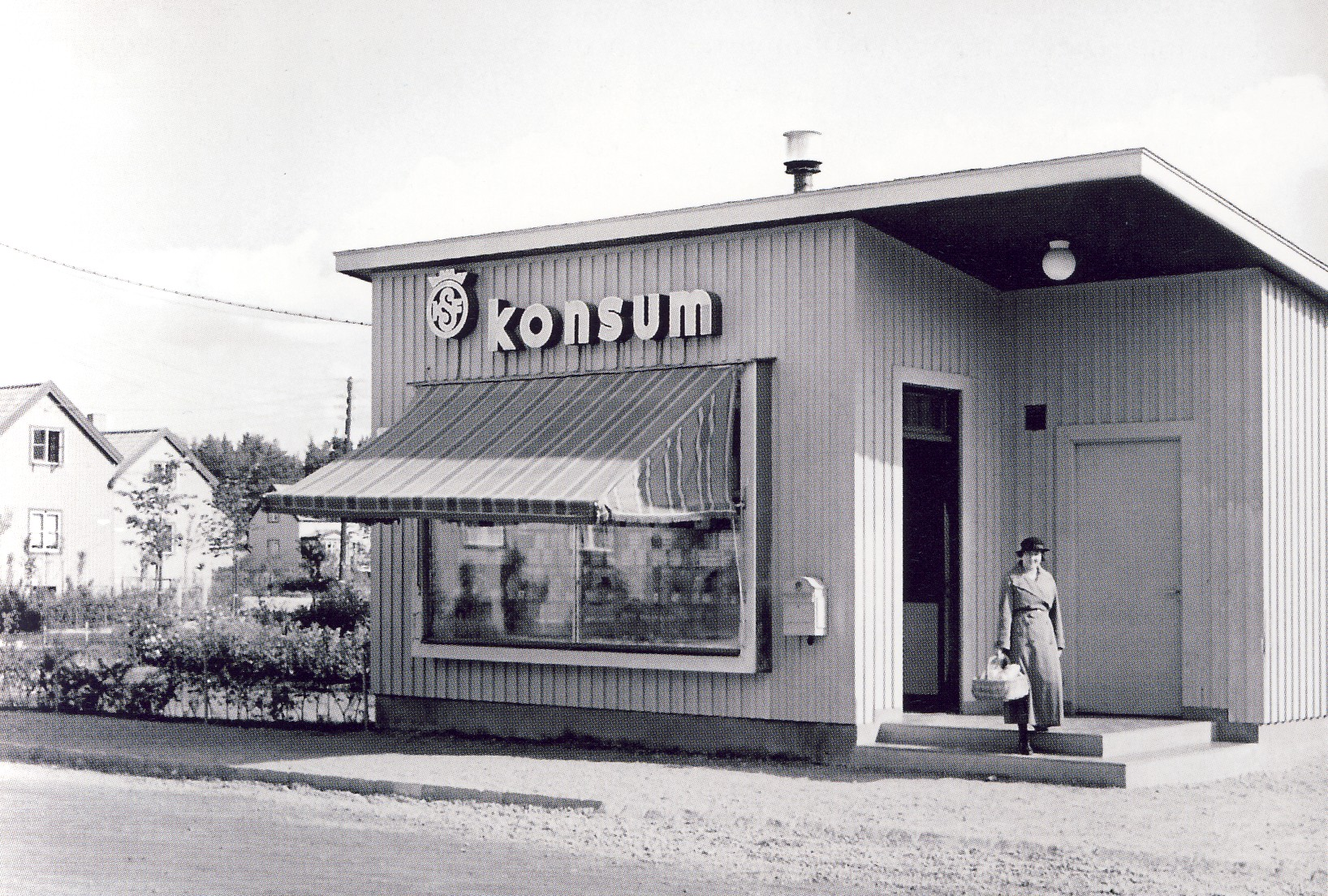
Konsum i Svedmyra, Stockholm, 1934.

Konsum är ett namn som användes för dagligvarubutiker inom Kooperativa förbundet.
Konsum var under stora delar av 1900-talet det huvudsakliga namnet för butiker inom kooperationen, även om det förekommit andra butiksnamn både lokalt och nationellt. Genom åren har ett antal butikskoncept prövats inom konsumentföreningarna och de har inte sällan använt namnet Konsum. 1947 öppnade Konsum Stockholm en självbetjäningsbutik vid Odengatan som fick namnet Konsum Snabbköp.
Konsumbutikerna drevs länge av de lokala konsumentföreningarna. Genom ett antal förändringar under första halvan av 1990-talet överlät de fem största föreningarna (Konsumentföreningen Norrort, Konsumentföreningen Solidar, Konsumentföreningen Stockholm, Konsumentföreningen Svea och Konsumentföreningen Väst) som utgjorde 60% av medlemmarna sina butiker till Kooperativa förbundet. Föreningarna finns kvar; det är bara driften av butikerna som överlåtits till Kooperativa förbundet. De Konsumbutiker som drevs av dessa föreningar samlades under namnet Gröna Konsum.
Under 2001 förberedde KF sammanslagningen av dagligvaruverksamheten med de danska och norska motsvarigheterna för att bilda Coop Norden. Ett led i detta var att införa det gemensamma butiksnamnet Coop. De butiker som tillhörde Gröna Konsum-kedjan skulle byta namn till Coop Konsum. Den första butiken som bytte namn var Coop Konsum Eriksberg i Eriksberg, Göteborg i november 2001, övriga butiker följde under år 2002. När Coop Norden bildades den 1 januari 2002 fördes Coop Konsum/Gröna Konsum över till Coop Sverige. Under 2004 introducerades de nya butikskedjorna Coop Extra och Coop Nära som i hög grad bestod av omprofilerade Coop Konsum-butiker.
De butiker som drevs av fristående konsumentföreningar påverkades inte av dessa förändringar utan drevs inledningsvis vidare som Konsumbutiker eller lokala namn. Senare under 2000-talet skulle många lokala föreningar införa de nya namnen.
I september 2015 meddelade Coop att deras butiker skulle samlas under varumärkena Lilla Coop, Coop och Stora Coop. Det innebar att namnet Konsum skulle komma att fasas ut över tid. Dock levde "Konsum" kvar som det en vanlig benämning för Coop-butiker.
År 2023 fanns det fortfarande åtminstone två KF-anslutna butiker som använde namnet Konsum, nämligen Konsumhallen i Dalsjöfors och Coop Konsum i Frillesås.